# Omelnîk, Onufriivka
Omelnîk (în ucraineană Омельник) este localitatea de reședință a comunei Omelnîk din raionul Onufriivka, regiunea Kirovohrad, Ucraina.

## Demografie
Componența lingvistică a localității Omelnîk
     Ucraineană (89,81%)
     Rusă (8,07%)
     Alte limbi (0,92%)
Conform recensământului din 2001, majoritatea populației localității Omelnîk era vorbitoare de ucraineană (89,81%), existând în minoritate și vorbitori de rusă (8,07%) și armeană (1,19%).